# Paul Begala

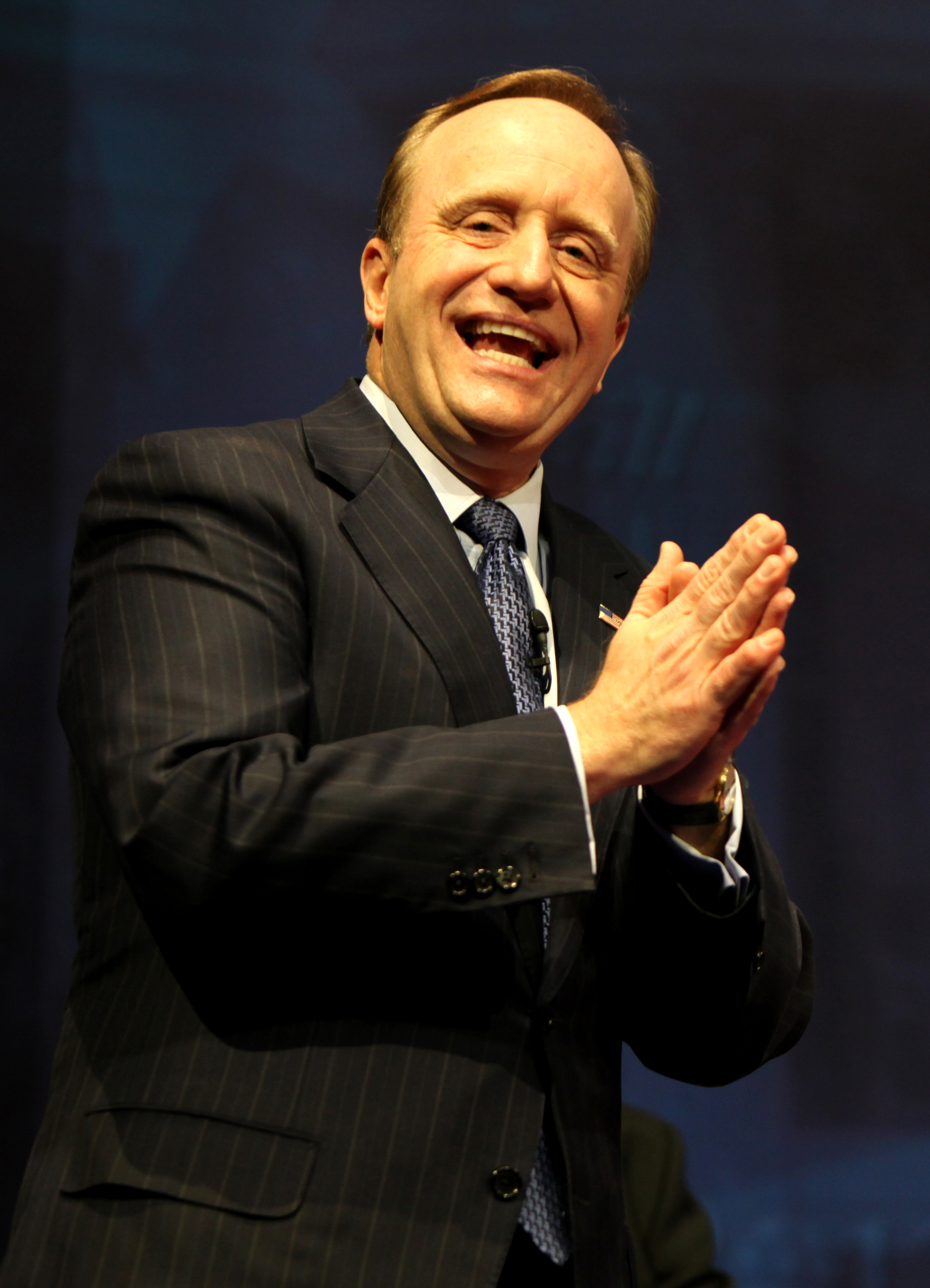
Paul Begala (2012)

Paul E. Begala (* 12. Mai 1961 in New Jersey) ist ein US-amerikanischer politischer Berater. Er erlangte nationale Bekanntheit als Teil des Political Consulting-Duos Carville and Begala. Bis Juni 2005 war Begala Co-Moderator von Crossfire, einer Polit-Talkshow auf CNN. Er ist Research Professor für Public Policy am Public Policy Institute der Georgetown University.

## Leben
Begala wurde in New Jersey geboren und wuchs in Texas auf. Er schloss sein Jurastudium an der University of Texas in Austin ab, wo er kurze Zeit lehrte, bevor er für Bill Clinton zu arbeiten begann. Begala wurde bekannt, als er 1992 zusammen mit seinem Geschäftspartner James Carville den damaligen demokratischen Gouverneur von Arkansas bei dessen Wahl zum Präsidenten unterstützte. Nach der Arbeit in Clintons Wahlkampf betätigte er sich als einer von dessen Beratern und als öffentlicher Sprecher. Als Stabsmitarbeiter des Präsidenten half er bei der Verteidigung der Clinton-Gore-Agenda.
Neben den Präsidentschaftswahlen im Jahre 1992 konnten Begala und Carville noch weitere politische Erfolge mit den Demokraten erzielen, so zum Beispiel den Sieg Harris Woffords bei der Sonderwahl zum Senator für Pennsylvania 1991, die Wahl von Zell Miller und Robert Casey zu Gouverneuren in Georgia und Pennsylvania sowie die Wiederwahl des Senators Frank Lautenberg aus New Jersey.
Vor seiner Zeit als Co-Moderator von Crossfire war er neben Oliver North einer der beiden Gastgeber der MSNBC-Show Equal Time. Außerdem trug er in den späten 1990er Jahren zu John F. Kennedy juniors politischem Magazin George bei.
Begala war als Autor und Koautor an einigen politischen Bestsellern beteiligt. Zu seinen Werken gehören:
- „Is Our Children Learning?“: The Case Against George W. Bush
- Buck Up, Suck Up… And Come Back When You Foul Up
- It's Still The Economy: Stupid.

Bei Saturday Night Live persiflierte man Begala im Rahmen einer fortgesetzten Parodie auf die politische Talkshow Hardball with Chris Matthews, in der er mehrmals Gast war. Andrew Sullivan verleiht zudem einen Begala Award für extreme liberale Übertreibung.